# ICONA

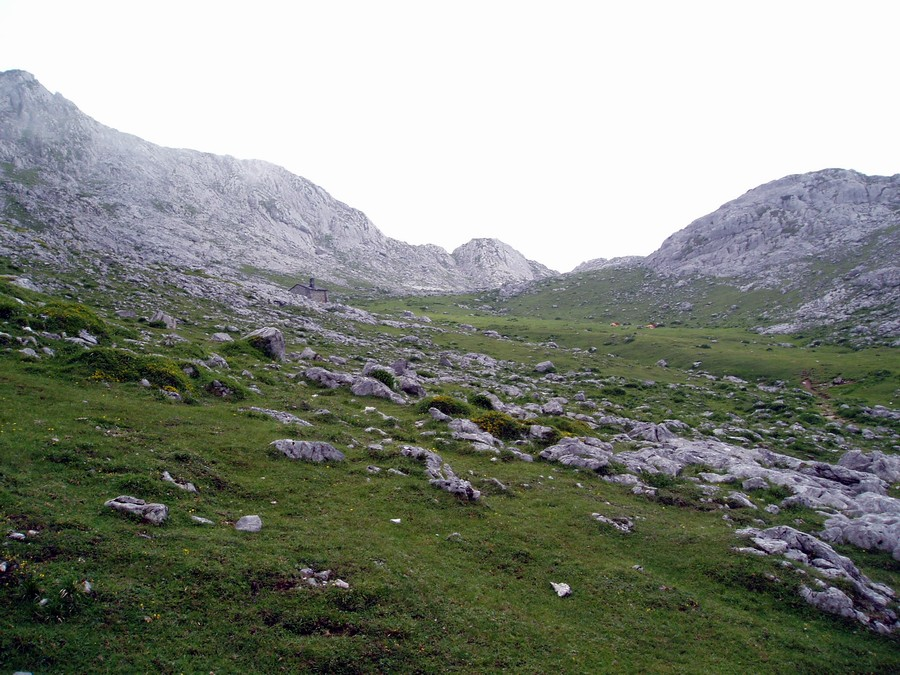
Antic refugi de muntanya de l'ICONA a Ordiales, Astúries.

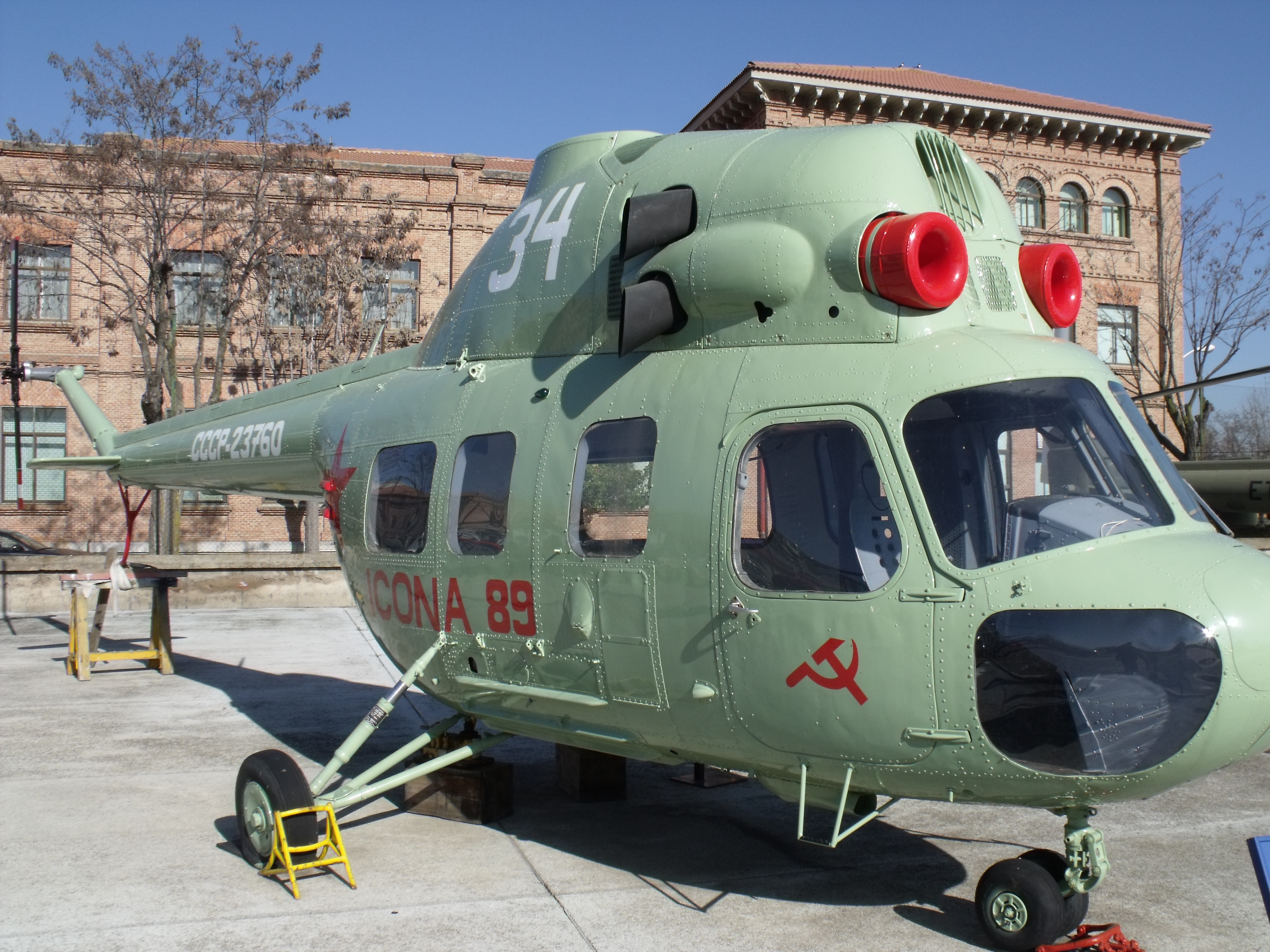
Helicòpter Mil Mi-2 que fou contractat per l'ICONA. Museo del Aire de Cuatro Vientos, Madrid.

L'Institut per a la Conservació de la Naturalesa (en castellà Instituto para la Conservación de la Naturaleza), més conegut per l'acrònim ICONA fou l'organisme administratiu de l'Estat espanyol per la preservació i l'estudi dels espais naturals entre els anys 1971 i 1995. L'ICONA va tenir un paper ambigu a la conservació dels espais naturals dins d'Espanya.

## Història

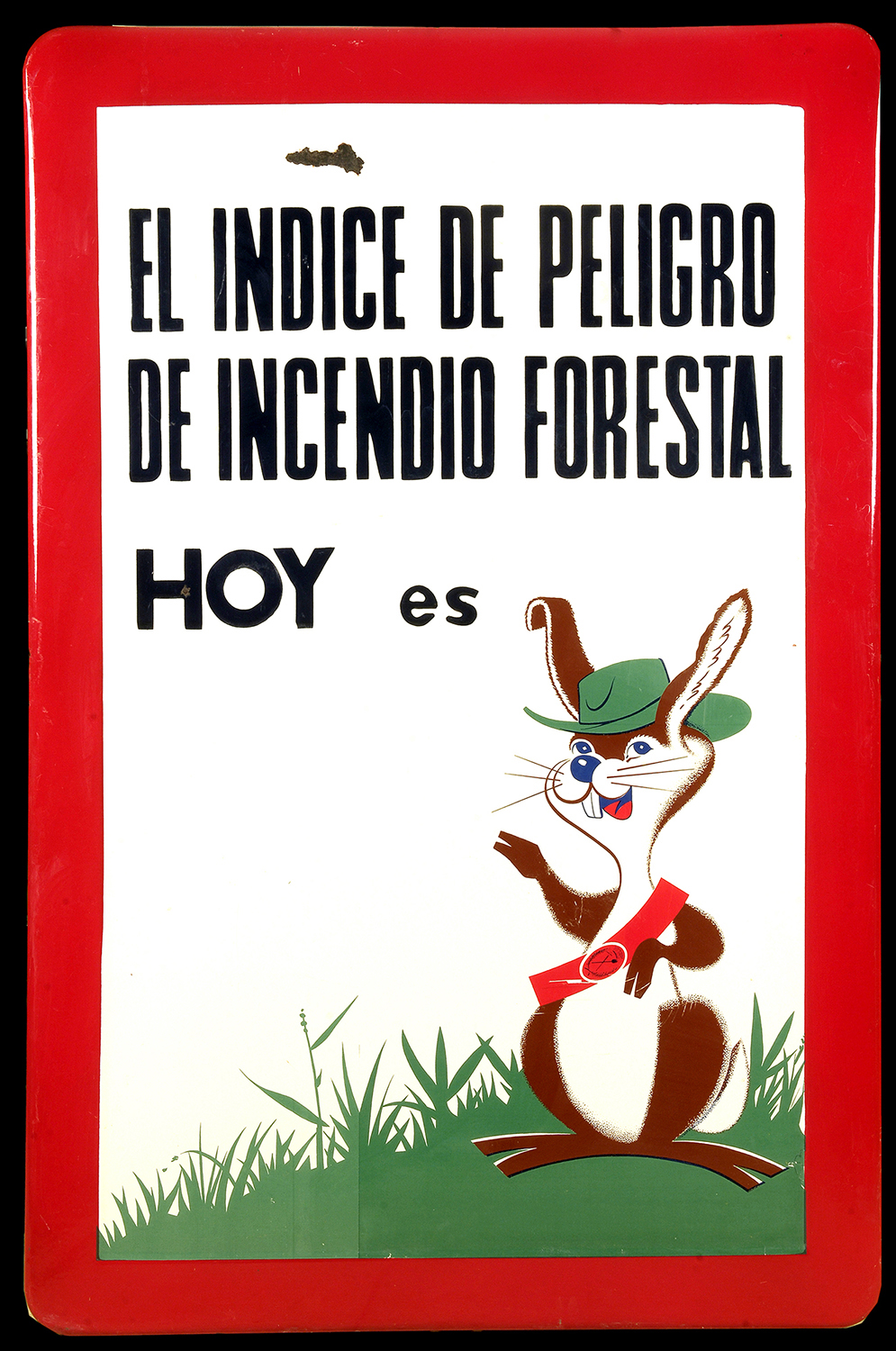
Fotografia dels objectes de l'exposició permanent de la sala "Secà i Muntanya" del Museu Valencià d'Etnologia

Entre els organismes similars de l'Estat Espanyol cal esmentar:
- 1833, fundació de la Dirección General de Montes'[2]
- 1855, fundació de la Junta Consultiva de Montes que va ser successivament reanomenada Consejo Forestal i després Consejo Superior de Montes fins que va desaparèixer l'any 1967 integrada al Consejo Superior Agrario
- 1928, nom de la Dirección General de Montes canviat a Dirección General de Montes, Caza y Pesca Fluvial durant la dictadura de Primo de Rivera; passa a dependre del Ministeri de Foment espanyol.
- 1931, es crea a més a més l'Instituto Forestal de Investigación al temps de la Segona República Espanyola
- 1971, desapareix la Dirección General de Montes i és reemplaçada per l'ICONA
- 1991, desapareix l'ICONA i les seves competències passen al Instituto Nacional de Investigación y Tecnología Agraria y Alimentaria
- 1996, fundació del Ministeri de Medi Ambient espanyol i, dins d'aquest de la Dirección General de Conservación de la Naturaleza amb dues branques: Subdirección de Conservación de la Biodiversidad i ''Subdirección de Política Forestal que actualment han passat a ser la Subdirección de Montes.

## Membres
A continuació s'oferix in llistat d'alguns embres de l'ICONA:
- Eugenio Morales Agacino (col·laborador).